# برای زندگی (مجموعه تلویزیونی)
برای زندگی (انگلیسی: For Life) یک مجموعهٔ تلویزیونی آمریکایی در ژانر درام حقوقی به کارگردانی هنک اشتاینبرگ است. این مجموعه تلویزیونی در ۱۱ فوریهٔ ۲۰۲۰ شرکت پخش رسانه‌ای آمریکا از طریق به نمایش درآمد و پس از پخش دو فصل در مهٔ ۲۰۲۱ لغو شد.

## داستان
این سریال روی آرون والاس تمرکز دارد که به خاطر جنایتی که مرتکب نشده به حبس ابد محکوم شده است. در حالی که والاس در زندان است، وکیل می شود و به عنوان وکیل مدافع برای دیگران کار می کند در حالی که تلاش می کند حکم خود را لغو کند. این سریال بر اساس زندگی آیزاک رایت جونیور ساخته شده است.